# Учителька в коледжі
«Учителька в коледжі» (італ. L'insegnante va in collegio) — французько-італійська еротична комедія режисера Маріано Лауренті.
Прем'єра відбулась 1 березня 1978 року. Зйомки проходили у Римі.

## Сюжет
Багатий підприємець та укривач податків Ріккардо Бользоні ховається від податкової у невеликому містечку, куди переїжджає усією родиною. Його син Карло йде до місцевого парафіяльного коледжу, де знайомиться зі своїми новими друзями. Разом з ними він підробляє у місцевому готелі. До школи приїжджає працювати нова учителька англійської мови Моніка Себастьяні, племінниця дона Марчелло, директора коледжу, і вона селиться саме у цьому готелі. Ріккарду Бользоні подобається нова учителька і він умовляє священика організувати для нього уроки англійської мови. Дон Марчелло погоджується, адже йому потрібні гроші для розвитку коледжу, і він умовляє племінницю надавати приватні уроки. Моніка також подобається і сину підприємця Карлу. Ріккардо має собі помічника Піппіно, який гуляє на гроші свого боса в той час як той переховується у малому містечку.

## Актори
| Актор                 | Роль                                |
| --------------------- | ----------------------------------- |
| Едвіж Фенек           | Моніка Себастьяні                   |
| Ренцо Монтаньяні      | Ріккардо Бользоні                   |
| Альваро Віталі        | Армандіно Фусек'я                   |
| Лео Колонна           | Карло Бользоні                      |
| Ніккі Джентіле        | Вера                                |
| Карло Спозіто         | професор Морлупо                    |
| Діно Емануеллі        | дон Марчелло                        |
| Паола П'єраччі        | Ілеана Бользоні                     |
| Жак Стані             | Нікола                              |
| Граціелла Полезінанті | Амелія                              |
| Данте Клері           | Челестіно                           |
| Джиммі іл Феномено    | прибиральник                        |
| Лучіо Монтанаро       | студент, який добре знає англійську |
| Ліно Банфі            | Пеппіно                             |
| Джанфранко д'Анджело  | професор Струмоло                   |

## Знімальна група
- Режисер — Маріано Лауренті
- Продюсер — Лучіано Мартіно
- Сценаристи — Франческо Міліція, Франко Меркурі, Маріано Лауренті, Енні Альберт
- Оператор — Федеріко Дзанні
- Композитор — Джанні Феріо
- Художники — Еліо Мікелі, Сільвіо Лауренці
- Монтаж — Альберто Моріані